# Термометрия
Термоме́трия — раздел прикладной физики и метрологии, посвящённый разработке методов и средств измерения температуры. В задачу термометрии входят установление температурных шкал, создание эталонов, разработка методик градуировки и калибровки приборов для измерения температуры.

## История
Температура не может быть измерена непосредственно. В связи с этим термометрия в своём развитии прошла долгий и сложный путь к достижению единства температурных измерений. С давних времён известен метод качественной оценки температуры с помощью осязательных ощущений. Отсюда возникли понятия горячего, тёплого, холодного. На основе чувственного восприятия природных явлений появились понятия зимнего холода, летней жары, вечерней прохлады, красного и белого каления, жара (в отношении повышенной температуры тела при заболевании).
В средние века неоднократно описан опыт, в котором предлагалось подержать одну руку в горячей воде, а другую ─ в холодной, после чего погрузить обе руки в смешанную воду. В результате первая рука ощущала смешанную воду как холодную, а вторая ─ как тёплую. Несмотря на высокую чувствительность организма к изменению температуры тела (до {\displaystyle 0{,}1\,\mathrm {K} }), количественное измерение температуры с помощью ощущений невозможно даже в очень узком диапазоне.
Потребность в измерении температуры в познавательных и прикладных целях возникла в середине XVI столетия. Для таких измерений необходимо было воспользоваться функциональной зависимостью от температуры какого-нибудь, известного из наблюдений, параметра. Способность воздуха расширяться при нагревании была известна ещё в l веке Герону Александрийскому. Этим он объяснял, почему огонь поднимается вверх. В 1597 г. Галилей предложил для температурных исследований термоскоп, состоящий из заполненного воздухом стеклянного баллончика, соединённого тонкой трубкой с сосудом, заполненным окрашенной жидкостью. Изменение температуры баллончика вызывало изменение уровня жидкости. Существенным недостатком таких термометров была зависимость их показаний от атмосферного давления. Конструкцию термометра, подобного современным жидкостным стеклянным термометрам, связывают с именем ученика Галилея герцога тосканского Фердинанда ll. Его термометр представлял собой заполненный спиртом запаянный стеклянный сосуд с вертикальным указательным капилляром. Деления градусов были нанесены эмалевыми капельками непосредственно на капилляр.
Метрологическая основа термометрии была заложена падуанским врачом Санторио. Используя термоскоп Галилея, он ввёл две абсолютные точки, которые отвечали температуре при снегопаде и температуре в самый жаркий день, и регламентировал систему поверки, по которой все флорентийские термометры градуировались по образцовому прибору. В начале XVIII столетия был выдвинут ряд предложений, касающихся привязки термометрической шкалы к нескольким легко и надёжно воспроизводимым точкам, которые в дальнейшем получили название «реперных».
Значительная роль в становлении температурных измерений принадлежит Фаренгейту. Он впервые применил ртуть в качестве термометрического тела и создал воспроизводимую температурную шкалу. В шкале Фаренгейта за нуль принята температура смеси снега с нашатырём, а вторая точка соответствовала температуре тела здорового человека. Температура таяния льда в окончательном варианте шкалы составляет 32 градуса, температура тела человека ─ 96 градусов, а температура кипения воды, которая вначале была производной величиной, равна 212 градусам. Фаренгейту, который также был успешным предпринимателем, удалось впервые наладить серийное производство унифицированных термометров. Шкала Фаренгейта до сих пор используется в США для технических и бытовых измерений температуры.
В 1742 г. шведский математик и геодезист Цельсий предложил разбить в ртутном термометре диапазон между точками таяния льда и кипения воды на 100 равных частей. В первом варианте шкалы за 0 градусов была принята точка кипения воды, а за 100 градусов ─ точка плавления льда. В 1750 г. эта шкала была «обращена» одним из учеников Цельсия Стреммером. До начала XX века была также распространена шкала Реомюра, предложенная в 1730 г. французским зоологом и физиком Реомюром. Реомюр использовал в качестве термометрического тела 80-процентный раствор этилового спирта. Один градус шкалы Реомюра, как и у флорентийского термометра, соответствовал изменению объёма жидкости на одну тысячную часть. За начало отсчёта была принята точка таяния льда, а температура кипения воды равнялась 80 градусам.
В 1848 г. Томсон (Кельвин) предложил абсолютную термодинамическую шкалу, которая, в отличие от эмпирических шкал, не зависит от свойств термометрического тела.  Подробнее см. Термодинамическая температура.

## Физические основы измерения температуры
Непосредственно температуру измерить невозможно, и об её изменениях судят по изменению других свойств тел, например, объёма, давления, электрического сопротивления, термо-ЭДС, интенсивности излучения и т.п., связанных с температурой определёнными закономерностями. Методы измерения температуры по сути являются методами измерения вышеуказанных термометрических свойств. При разработке конкретного метода или прибора выбирают термометрическое тело, у которого соответствующее свойство хорошо воспроизводится и существенно меняется с температурой. Термометрическое свойство тела, используемого для измерения температуры, должно монотонно зависеть от неё и не иметь ощутимого гистерезиса.
Для измерения температуры также нужна единица измерения и шкала, по которой значения температуры отсчитываются от выбранного уровня. Принцип построения эмпирической температурной шкалы состоит в выборе двух основных легко воспроизводимых реперных точек, которым приписывают произвольные значения температуры {\displaystyle t_{1}} и {\displaystyle t_{2}}. Температурный диапазон между этими значениями делят на равное число частей {\displaystyle N} и часть {\displaystyle 1/N} принимают за единицу измерения температуры. Далее выбирают физическое свойство ─ термометрическую величину {\displaystyle E}, например, объём жидкости, давление газа, электрическое сопротивление, термо-ЭДС и т. д., которую условно полагают линейно зависящей от температуры. Отсюда следует уравнение
{\displaystyle dt=kdE,}
где {\displaystyle k} ─ коэффициент пропорциональности. В интегральной форме ─
{\displaystyle t=kE+C.}
Для определения постоянных {\displaystyle k} и {\displaystyle C} используем вышеуказанные температуры {\displaystyle t_{1}} и {\displaystyle t_{2}}. После преобразования интегральное уравнение приобретает вид
{\displaystyle t=t_{1}+{\frac {t_{2}-t_{1}}{E_{2}-E_{1}}}(E-E_{1}).}
Последнее выражение получило название уравнение шкалы. С его помощью по измеренным значениям {\displaystyle E} находят значения температуры {\displaystyle t}. .
До 1954 г. температурная шкала строилась по двум реперным точкам: нормальной точки таяния льда {\displaystyle t_{1}} и нормальной точки кипения воды {\displaystyle t_{2}}. Экспериментальные исследования показали, что тройная точка воды имеет лучшую воспроизводимость, чем точки таяния льда и кипения воды. В связи с этим было принято международное соглашение строить температурную шкалу по одной реперной точке ─ тройной точке воды. В так называемой абсолютной термодинамической шкале температур (шкале Кельвина)температура этой точки по определению принимается равной точно {\displaystyle 273{,}16\,\mathrm {K} }. Численное значение температуры тройной точки выбрано таким образом, чтобы промежуток между нормальными точками таяния льда и кипения воды был максимально близок к {\displaystyle 100\,\mathrm {K} } при измерении идеально-газовым термометром. 
Экспериментально не найдены тела, физические свойства которых строго линейно зависят от температуры. Коэффициент {\displaystyle k} сам является функцией температуры. Шкалы температур, построенные на разных температурных свойствах, совпадая в основных точках {\displaystyle t_{1}} и {\displaystyle t_{2}}, расходятся в значениях температур как в интервале между указанными точками, так и за его пределами. К недостаткам эмпирических температурных шкал также относится отсутствие непрерывности, связанной с невозможностью термометрических тел работать во всём диапазоне возможных температур.

## Термометры
Температуру измеряют термометром (от греч. thérme ─ тепло и metréo ─ измеряю).
В зависимости от методики измерений термометры подразделяются на две основные группы:
1. Контактные термометры, чувствительные элементы (датчики) которых вступают в непосредственный контакт с измеряемым объектом;
2. Неконтактные термометры, которые дистанционно измеряют интенсивность суммарного теплового или оптического излучения объекта;
Особую группу составляют специальные термометры для измерения сверхнизких температур.
Контактные приборы и методы по принципу действия делятся на:
а) термометры контактные волюметрические, в которых измеряется изменение объёма (volume) жидкости или газа с изменением температуры;
б) термометры дилатометрические, в которых о температуре судят по линейному изменению размера твёрдого тела, вызванному изменением температуры. В некоторых конструкциях датчиком температуры служит биметаллическая пластина, изготовленная из двух металлов с различными коэффициентами линейного расширения, которая изгибается при нагревании или охлаждении;
в) термометры термоэлектрические, в которых в качестве датчиков используются термопары, представляющие собой спаянные по концам два проводника из различных материалов. При неравенстве температур спаев в термопаре возникает термо-ЭДС. Температуру определяют, измеряя по величину термо-ЭДС либо тока в цепи термопары;
г) термометры сопротивления, в которых измеряют зависящее от температуры сопротивление металла или полупроводника.
К неконтактным методам измерения температуры относятся:
а) радиометрия ─ измерение температуры по собственному тепловому излучению тел. Для невысоких и комнатных температур это излучение находится в инфракрасном диапазоне длин волн. Соответствующий прибор называется радиометром.
б) тепловидение ─ радиометрическое измерение температуры с пространственным разрешением и преобразованием измеренного температурного поля в изображение на экране тепловизора. Позволяет измерять градиенты температуры, температуру среды в замкнутых пространствах, например, температуру жидкостей в резервуарах и трубах.
в) пирометрия ─ измерение температуры самосветящихся тел: пламени, плазмы, астрофизических объектов. Используется принцип сравнения либо яркости объекта со стандартом яркости (яркостный пирометр и яркостная температура), цвета объекта с цветом стандарта (цветовой пирометр и цветовая температура), либо тепловой энергии, излучаемой объектом, с энергией, испускаемой стандартным излучателем (радиационный пирометр и радиационная температура).

## Основные уравнения, на которых базируется термометрия
1. Уравнение газового состояния Клапейрона. Используется для построения идеально-газовой температурной шкалы:
{\displaystyle pV={\frac {m}{M}}RT.}
2. Уравнение теплового расширения объёма жидкостей и газов, линейно зависящего от температуры, основа волюметрического метода измерения температур:
{\displaystyle V_{t}=V_{0}(1+\alpha _{0}t).}
3. Уравнение теплового линейного расширения твёрдых тел от температуры, основа дилатометрического метода измерения температур:
{\displaystyle L_{t}=L_{0}(1+\beta t).}
4. Уравнение линейной зависимости сопротивления проводников от температуры, основа измерения температуры термометрами сопротивления:
{\displaystyle R_{t}=R_{0}(1+\gamma t).}
5. Закон Стефана ─ Больцмана, связывающий полную энергию теплового излучения и температуру, основа неконтактных методов измерения температуры:
{\displaystyle F=\sigma T^{4},}
где {\displaystyle F} — интегральная излучательная способность абсолютно чёрного тела, {\displaystyle \sigma } ─ постоянная Стефана—Больцмана.

## Магнитная термометрия
Для измерения температур ниже 1 К используют зависимость магнитной восприимчивости парамагнетика от температуры (закон Кюри). По измеренному значению магнитной восприимчивости находят магнитную температуру, которая отличается от термодинамической температуры на величину, зависящую от степени отклонения от закона Кюри.
ГОСТ 8.157-75 «Шкалы температурные практические» устанавливает для температур от 0,01 до 0,8 К шкалу, основанную на температурной зависимости магнитной восприимчивости термометра из церий-магниевого нитрата.